# Константиновская бухта
Константиновская бухта — часть Севастопольской бухты, первая восточнее северного заградительного мола. Названа по мысу Константиновский, образующему западный берег бухты. В XVIII—XIX веках на северном побережье бухты находилось солёное озеро, которое впоследствии было засыпано. В бухте расположено несколько катерных причалов.